# Коваленко, Григорий Максимович
Григорий (Георгий) Максимович Коваленко (1902 — 1975) — сотрудник органов охраны правопорядка и государственной безопасности, майор государственной безопасности (1940).

## Биография
Родился в украинской семье. В Красной армии с 1919. Воевал на фронтах гражданской войны против Врангеля и Махно в 1920-1921, два раза ранен. Член ВКП(б) c 1927. Весной 1936 служил в Управлении НКВД по Одесской области, с 29 сентября 1937 исполняющий обязанности начальника отделения 4-го отдела УНКВД Одесской области. Назначен исполняющим обязанности начальника 1-го отделения 4-го отдела УГБ НКВД УССР, и 4 апреля 1938 переведён на исполняющего должность начальника 3-го отдела УНКВД Киевской области. До 8 мая 1938 являлся начальником отделения 4-го отдела УНКВД Одесской области, после чего снова начальник 3-го отдела УНКВД Киевской области. С 7 июня 1938 назначен временно исполняющим должность начальника 3-го отдела УГБ НКВД Дагестанской АССР, после чего становится заместителем народного комиссара внутренних дел Дагестанской АССР с 17 июля 1939. Потом переводится на должность начальника отдела НКГБ УССР. Затем до 26 августа 1942 состоял заместителем начальника секретно-политического отдела УНКВД по Ленинградской области, когда приказом НКВД СССР № 2730 был исключён из списка личного состава за смертью. В действительности попал во вражеский плен, освобождён в конце Великой Отечественной войны. Проживал в столице, похоронен на Химкинском кладбище.

### Звания
- лейтенант государственной безопасности, 22 марта 1936;[4]
- капитан государственной безопасности, 2 июня 1939;[5]
- старший майор милиции, 13 марта 1940;[6]
- майор государственной безопасности, 30 апреля 1941.[7]

### Награды
- юбилейная медаль «XX лет РККА», 22 февраля 1938.[8]
- знак «Почётный работник РКМ».